# Clypeus (geslacht)
Clypeus is een geslacht van uitgestorven zee-egels, en het typegeslacht van de familie Clypeidae. Vertegenwoordigers van dit geslacht zijn slechts als fossiel bekend. Ze leefden in het Jura.

## Beschrijving
Deze zee-egels met een diameter tot tien centimeter kenmerkten zich door de onregelmatige, platte vorm. De omtrek was rond of vijfkantig, de ambulacraalvelden waren bladvormig. De mond bevond zich centraal in het pantser en was bedekt met zeer kleine knobbeltjes.

## Soorten
- Clypeus plotii Leske, 1778 †
- Clypeus rostellus Currie, 1925 †
- Clypeus wylliei Currie, 1925 †